# Çalta, Kızılcahamam
Çalta là một ngôi làng nhỏ ở phía nam, thuộc quận Kızılcahamam, tỉnh Ankara, Thổ Nhĩ Kỳ.